# Waltenheim
Waltenheim – miejscowość i gmina we Francji, w regionie Grand Est, w departamencie Górny Ren.
Według danych na rok 1990 gminę zamieszkiwało 357 osób, a gęstość zaludnienia wynosiła 154 osób/km² (wśród 903 gmin Alzacji Waltenheim plasuje się na 554. miejscu pod względem liczby ludności, natomiast pod względem powierzchni na miejscu 655.).